# مارك 5 (قنبلة نووية)

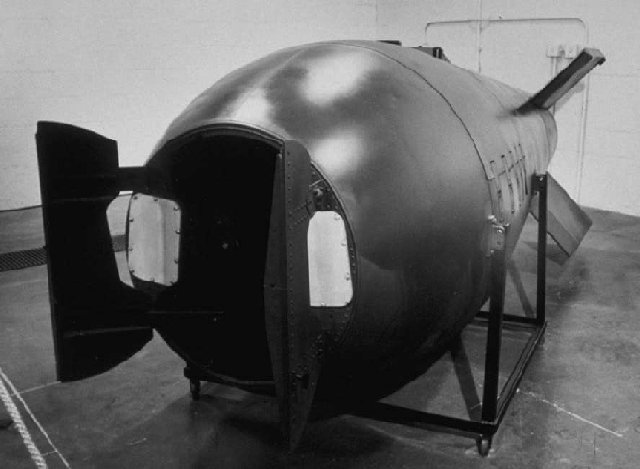
مارك 5 (قنبلة نووية)

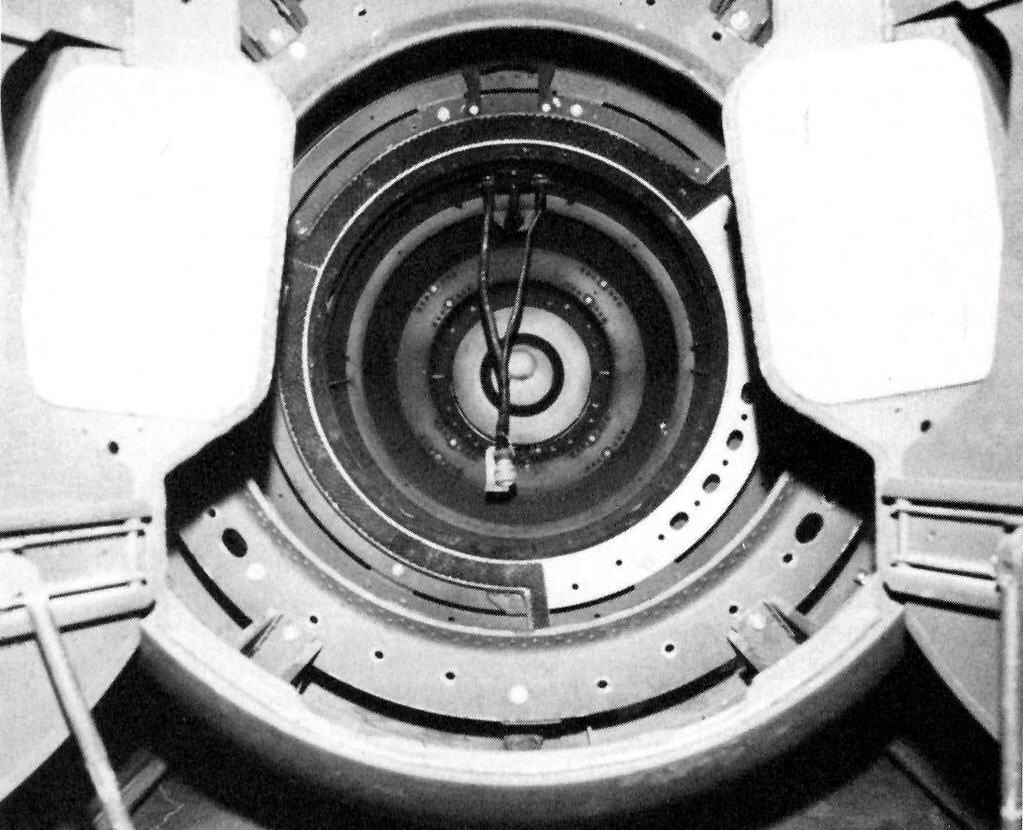
مؤخرة القنبلة

قنبلة مارك 5 النووية والرؤوس الحربية النووية «دبليو 5» هي تصميم أساسي للأسلحة النووية وتم تصميمها في أوائل الخمسينات من القرن العشرين وشهدت الخدمة من 1952 إلى 1963.

## الوصف
كان تصميم مارك 5 هو أول سلاح نووي أمريكي وكان أصغر بكثير من نظام انفجار قطر 60 بوصة (150 سم) لتصميم قنبلة نووية من فانس مان استخدم لأول مرة في عام 1945 بقطر 39 بوصة (99.1 سم). واستخدم تصميم مارك 5 نظام انفجار مكون من 92 نقطة وجزءا من المواد الانشطارية المركبة من اليورانيوم والبلوتونيوم.

## التاريخ
كان مارك 5 في الخدمة من 1952 إلى 1963. تم توريد ما يقرب من 72 قنبلة من طراز مارك 5 لتسليمها لسلاح الجو الملكي ولكن تحت سيطرة الولايات المتحدة.